# 習近平視察澳門 (2014年)
2014年習近平視察澳門指2014年中共中央總書記習近平以慶祝澳門回歸十五周年紀念爲名視察澳門的一連串活動。2014年12月14日，新華社宣佈，習近平於該年12月19日至20日來澳，出席慶祝澳門回歸祖國十五周年活動及澳門特別行政區第四屆政府就職典禮。這是習近平自2007年出任中共中央政治局常委後第二次到訪澳門；也是他自2012年當選中共中央總書記執政以來首次視察澳門，同時是其本人曾擔任福建省人民政府省長、中共浙江省委書記後第五次訪問澳門。

## 安排公佈
2014年12月18日，澳門特別行政區政府公佈習近平於該年12月19日抵澳，出席慶祝澳門回歸祖國十五周年活動，並主持澳門特別行政區第四屆政府就職典禮。習近平抵澳後先會見當時成功連任的行政長官崔世安，隨後將會陸續會見澳門特別行政區現任官員及本澳各界人士。傍晚將會出席由特區政府所設的歡迎晚宴及"慶祝澳門回歸十五周年文藝晚會"。12月20日上午，習近平出席"慶祝澳門回歸祖國十五周年大會暨澳門特別行政區第四屆政府就職典禮"，隨後會見澳門特別行政區新任行政、立法、司法官員等。下午完成行程後離開澳門。

## 訪澳黨政機關代表團成員
- 中共中央總書記、國家主席、中央軍委主席習近平
  - 習近平夫人、中國人民解放軍藝術學院院長彭麗媛
- 中共中央政治局委員、中共中央政策研究室主任王滬寧
- 中共中央政治局委員、中央軍委副主席范長龍
- 中共中央政治局委員、中共中央書記處書記、中共中央辦公廳主任栗戰書
- 中共中央辦公廳副主任、總書記辦公室主任丁薛祥
- 中共中央外事辦公室主任、國務委員楊潔篪
- 全國人大常委會副委員長兼秘書長王晨
- 全國政協副主席兼秘書長張慶黎
- 國務院港澳事務辦公室主任王光亞

## 行程

### 12月19日
中午約12時，中共中央總書記習近平一行乘坐的專機抵達澳門國際機場，航機停在停機坪後，行政長官崔世安伉儷登上機艙迎請。習近平伉儷下機後，接受濠江中學一雙男女小學生獻上的花束，並沿紅地氈與在場迎接的各主要官員握手，且受到300名手持國旗、區旗和絹花、來自濠江、勞校及鏡平學校的小學生熱烈歡迎，習近平伉儷頻向迎迓群眾揮手致意。習近平在機場停機坪隨即向傳媒發表簡短講話，他表示很高興事隔5年後能再次來到澳門，藉此機會，向全體澳門居民表達誠摯問候和良好祝願。習近平於機場發表簡短講話，表示很高興時隔五年多後再次來澳，上次來澳是時任中共中央書記處書記和國家副主席時期，與很多記者見過面，藉此機會，通過記者朋友們向全體澳門轉達他的誠摯問候和良好祝願。習近平又表示，是次來澳是要跟澳門同胞一起慶祝這個具有重要意義的「澳門回歸祖國十五周年紀念日」，轉達中央政府和全國各族人民對澳門同胞祝福，且很願意看望一下澳門同胞，和大家共同回顧澳門回歸祖國、特區政府十五年的建設發展歷程，謀劃長遠發展，相信在一國兩制和基本法指引的正確道路上，澳門一定愈走愈穩、愈走愈好。
習近平抵埗後先會見時任行政長官崔世安，中央決定向澳門贈送一對大熊貓，希望它們在澳門健康成長，給澳門同胞帶來歡樂。並表示中央政府全力支持你和特別行政區政府的工作，對你提出的請求中央支持的事項也高度重視，已決定啟動明確澳門特別行政區習慣水域管理範圍相關工作。
習近平下午先到石排灣公屋群視察規劃及建設狀況，並看望兩戶公屋居民。習近平先到樂群樓第五座觀看沙盤，並聽取時任土地工務運輸局城市規劃廳廳長劉榕講解澳門公屋群整體規劃及建設狀況，習近平更提出宜增加綠化帶及環保設施。隨後先後探訪兩家公屋住戶，兩戶戶主分別是建築工人和物流業的散工，習近平問到居住環境、配套，以及彼等之生活、工作、出行和學生學習等情況，離開前，習近平送贈了花瓶及餐具予戶主留念。
同一時間，習近平夫人彭麗媛在時任行政長官崔世安夫人霍慧芬陪同下到當時位於水坑尾的澳門婦聯學校幼稚園參觀看望。在課堂上，彭麗媛觀看了孩子們演唱歌曲《七子之歌》。當童謠《找朋友》的樂曲響起時，小朋友們興高采烈地圍成一個圓圈，邀請彭麗媛加入。彭麗媛愉快來到孩子們中間。「敬個禮，握握手，你是我的好朋友！」現場一片歡騰。隨後，彭麗媛來到課室，觀看孩子們用平板電腦學習算術題。當屏幕上顯示了一個個正確答案時，彭麗媛連連稱讚。在禮堂，彭麗媛參觀了兒童們參與律動、平衡訓練等體能活動，為孩子們鼓掌加油。參觀結束時，孩子們喊著「阿姨再見」，依依不捨同彭麗媛揮手告別，彭麗媛向孩子們揮手說，小朋友們再見，歡迎你們到北京來玩。
習近平第二站到澳門東亞運動會體育館，會見社會各界人士外，同時會見時任香港特別行政區行政長官梁振英和全國政協副主席何厚鏵。
傍晚時分，出席“慶祝中華人民共和國澳門特別行政區成立十五周年晚宴"。習近平發表重要講話，他強調，澳門的進步和成就，離不開"一國兩制"方針和澳門特別行政區基本法的全面正確貫徹落實。習近平致辭時以下午探訪石排灣公屋兩戶家庭作引子，表示這兩個普通家庭都期盼着明天的日子更美好，從中感受到他們熱愛生活的美好願望。在他們家裡時，彷彿在澳門推開了一扇窗戶，讓他看到澳門的喜人成就，更令人感受到澳門"小城故事多、充滿喜和樂"的和諧氛圍。他在講話中強調，澳門的進步和成就的取得，離不開"一國兩制"方針和澳門特別行政區基本法的全面正確貫徹落實，離不開特別行政區政府和廣大澳門同胞齊心協力、奮勇拼搏，離不開中央政府和全國各族人民這一堅強後盾的大力支持。這些進步和成就充分證明，"一國兩制"偉大構想具有強大生命力。習近平續指，如何在過去15年建設的基礎上實現澳門更好發展，保持澳門長期繁榮穩定，是當前和今後一個時期澳門發展面臨的重大課題。他寄語澳門人既要從發展取得的進步和成就中堅定信心、增添力量，又要清醒看到內外環境發生的新變化，善於統籌規劃。他亦希望澳門同胞堅持從國家整體利益和澳門長遠利益出發，支持行政長官和政府依法施政，不斷開創"一國兩制"事業新局面。習近平指出，當前，祖國內地正處在全面建成小康社會、全面深化改革、全面推進依法治國的重要時期，這為澳門發展提供了極大機遇和廣闊空間。機不可失，時不再來。澳門同胞要充分發揮「一國兩制」的制度優勢，善於從祖國發展大勢中把握機遇，更好搭乘祖國改革發展的快車，紮實推動澳門經濟社會持續健康發展。
晚上8時，習近平出席"慶祝澳門回歸祖國十五周年文藝晚會"，晚會由澳門特別行政區政府主辦、文化局承辦，以"澳門夢‧中國心"為主題，在舞台上呈現澳門自回歸以來的蜚然成就，同時表達全澳市民對未來滿懷希望的堅定信念和美好意願。 演出以一對澳門青年男女成長、織夢、追夢的過程為軸線，串連起澳門不同年代裡別具象徵意義的著名建築、文化特色和節慶盛事，透過本地歌手、藝術團體及民間社團，以音樂、歌唱、舞蹈、魔術及武術等表演來呈現，以精彩多元的舞台演出，與嘉賓和觀眾一起見證"澳門夢"的追求、實現和憧憬。表演節目尾聲，習近平在行政長官崔世安陪同下走上舞台接見演職人員，並與全場觀眾大合唱《歌唱祖國》，在歌聲中，1小時的文藝晚會宣告結束。

### 12月20日
上午10時，慶祝澳門回歸祖國十五周年大會暨特區第四屆政府就職典禮在澳門東亞運動會體育館舉行，行政長官崔世安在習近平監誓，並以其“崔式普通話”進行宣誓。隨後主要官員和檢察長、行政會委員也宣誓就職。習近平講話中為澳更長期繁榮穩定提出四點希望「繼續」：繼續奮發有為，不斷提高特區依法治理能力和水平；繼續統籌謀劃，積極推動本澳走經濟適度多元可持續發展道路；繼續築牢根基，努力促進社會和諧穩定；繼續面向未來，加強青少年教育培養。
習近平其後會見中央駐澳機構和主要中資機構負責人。習近平表示，澳門回歸祖國15年來，「一國兩制」方針和基本法得到較好貫徹落實，各項事業取得了可喜進步，保持了繁榮穩定大局。這與中央駐澳門機構、中資企業的辛勤努力、深耕厚植密不可分。他代表中共中央、國務院、中央軍委，向大家致以誠摯的問候。習近平指出，大家在澳門特別行政區工作，身處「一國兩制」事業最前線，使命光榮，任務艱巨，責任重大。要增強大局意識、憂患意識，加強理論學習，深入把握中央對港澳工作的總體要求，不斷加強自身建設，以真情實感打動人，以人格魅力感染人，以學識修養影響人，促進澳門各界人士在愛國愛澳旗幟下的大團結。習近平強調，要始終保持對黨和國家發展、對「一國兩制」事業的堅定信心，並把這種信心化作開展具體工作的動力。
下午時分，習近平一行到澳門大學新校區視察，並參觀住宿式書院，期間與學生互動交流。習近平首先觀看沙盤，聽取時任校長趙偉介紹。校長先談到澳大的整體規劃、歷史和辦學理念，又特別介紹模擬與混合信號超大規模集成電路國家重點實驗室及中藥質量研究國家重點實驗室的科研成就，最後他再向習近平介紹澳門大學圖書館的珍藏古籍。隨後，習近平一行到其中一間住宿式書院鄭裕彤書院進行參觀，由澳大副校長程海東及該書院院長鍾玲迎接，習近平聽取了2人就書院系統及設施的介紹。在途經討論室時，適值有16名本地同學、4名內地同學自主舉辦以"中華傳統文化與當代青年"為主題的討論會，習近平亦參與其中，與學生互動交流，談及中國文化對澳門的影響。最後習近平更向澳門大學贈送了一批書籍。
另外，習近平夫人彭麗媛在崔世安夫人霍慧芬陪同下，到鄭家大屋進行參觀，作為一座具有中西合璧建築特色的百年大屋。在鄭家大屋模型、木製老房樑、極具特色的貝殼窗前，彭麗媛不時停下腳步認真觀看，詳細了解這裡的歷史和修葺、保護情況。看到鄭家大屋古建保護得很好，她對此表示肯定。彭麗媛在鄭家大屋裏欣賞了國家級非物質文化遺產「南音說唱」，對藝術家的精湛表演表示讚賞。她還饒有興趣地了解澳門南音和其他南音的區別，並表示希望老藝術家多教一些年輕學生，把中華文化傳承好
習近平其後平圓滿結束在澳門的各項活動，於澳門國際機場乘坐專機返回北京。隨後時任澳門中聯辦主任李剛向媒體總結習近平此行時指出，習近平的系列講話充分表達了中央對澳門的堅定支持和對澳門未來發展的信心，展示了中央對特區管治團隊和社會各界的期許，相信一定會給澳門的發展增加新的動力，並從五個方面總結了習近平在澳門期間的系列講話。